# Patrick O'Rorke

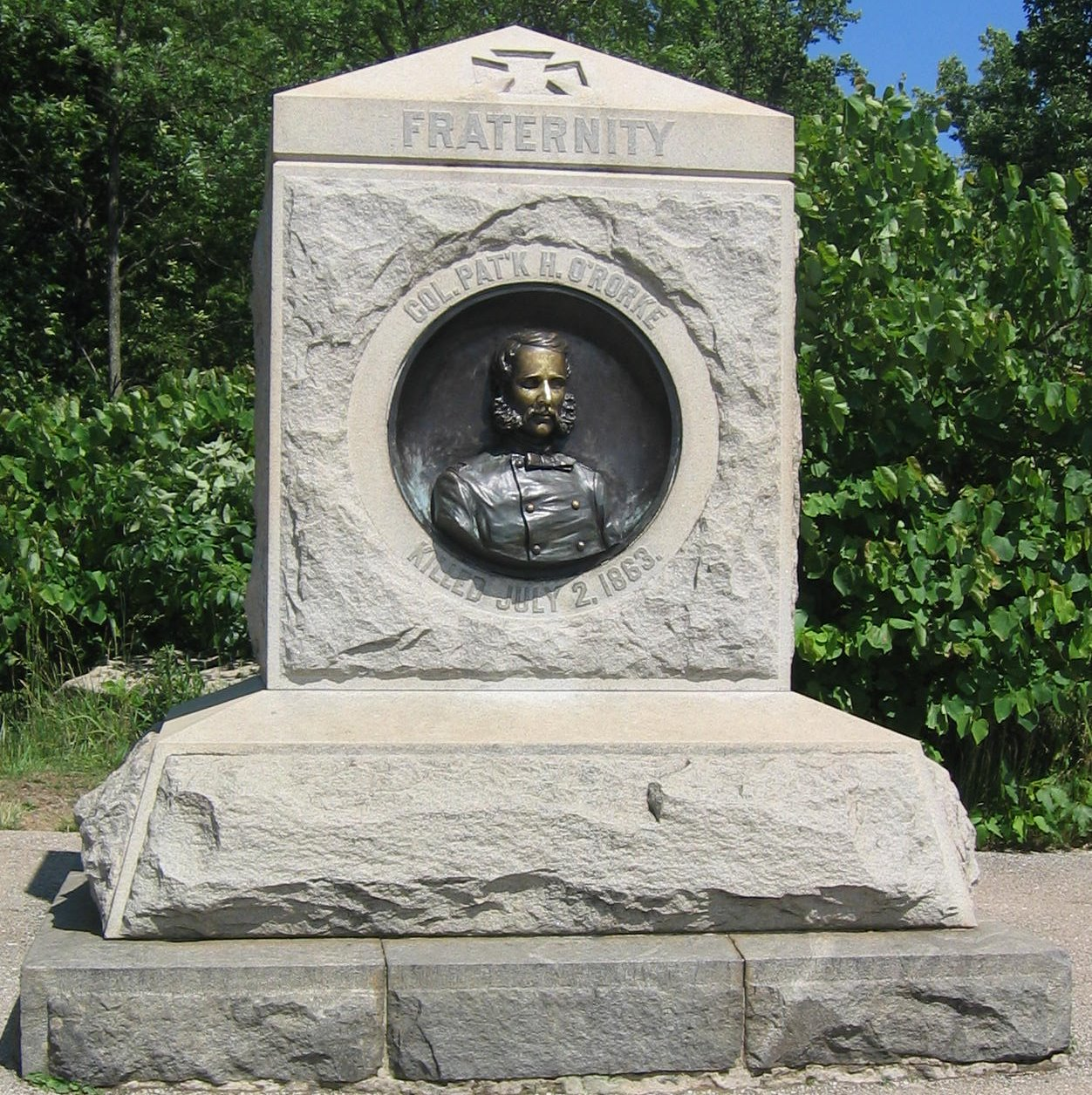
Monumento al 140.º Regimiento de Nueva York y a O'Rorke en el campo de batalla de Gettysburg.

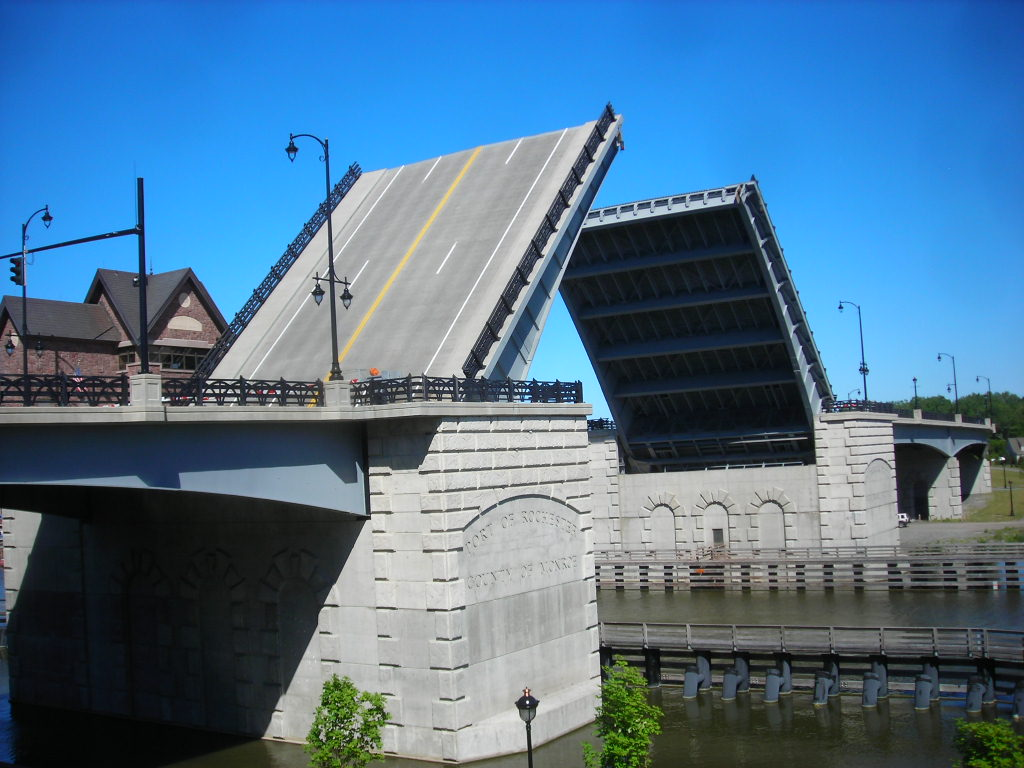
Puente O'Rorke.

Patrick Henry O'Rorke o O'Rourke (25 de marzo de 1837 – 2 de julio de 1863) fue un inmigrante irlandés-estadounidense que se convirtió en coronel del Ejército de la Unión durante la guerra de Secesión y murió en la batalla de Gettysburg.

## Primeros años
O'Rorke nació en el condado de Cavan, Irlanda, el 25 de marzo de 1837. Tenía un año cuando sus padres emigraron a los Estados Unidos. En 1842, su familia se mudó a Rochester, Nueva York, donde asistió a las escuelas públicas. En 1853, a los 16 años, le fue concedida una beca para la Universidad de Rochester; sin embargo, antes de asistir a la universidad, su padre murió, y O'Rorke, para mantener a su familia, aceptó un trabajo como cortador de mármol a petición de su madre.
En 1857, fue nombrado cadete en la Academia Militar de los Estados Unidos en West Point, graduándose primero de su clase en junio de 1861, la misma clase que George Armstrong Custer, quien se graduaría último. Luego fue comisionado al Cuerpo de Ingenieros como segundo teniente.

## Guerra de Secesión
En julio de 1861, O'Rorke sirvió en la batalla de Blackburn's Ford y en la primera batalla de Bull Run, donde le mataron a su caballo, y luego como ingeniero asistente en la preparación de las defensas de Washington, D. C. Navegó con la expedición de Port Royal en octubre de 1861 y proporcionó reconocimiento vital e ingeniería en la construcción de las baterías en las islas Jones, Bird, y Tybee para el bombardeo y asedio de Fort Pulaski, en la isla Cockspur cerca de Savannah, Georgia. Tras la captura del fuerte el 11 de abril de 1862, O'Rorke fue seleccionado como uno de los oficiales encargados de recibir la rendición.
Después de la batalla, O'Rorke regresó a Rochester, donde se casó el 9 de julio con Clara Bishop.
En septiembre de 1862, O'Rorke fue nombrado coronel del 140.º Regimiento de Infantería de Nueva York, que estaba compuesto principalmente por voluntarios de su ciudad natal, Rochester, y en gran medida por compatriotas irlandeses-estadounidenses. Lideró el 140.º Regimiento de Nueva York en la batalla de Fredericksburg en diciembre. En Chancellorsville, en mayo de 1863, comandó temporalmente la 3.ª Brigada, 2.ª División, V Cuerpo, que incluía el 140.º de Nueva York, así como el 5.º de Nueva York y el 146.º de Nueva York.
En Gettysburg, O'Rorke volvió a estar al mando de su regimiento, mientras que el general de brigada Stephen H. Weed comandaba la Tercera Brigada. El 140.º Regimiento de Nueva York llegó a tiempo para el segundo día de combate (2 de julio de 1863). El general de brigada Gouverneur K. Warren buscaba desesperadamente unidades para defender Little Round Top y se encontró con los neoyorquinos de O'Rorke, el regimiento más rezagado de la brigada de Weed, que se dirigían a reforzar al III Cuerpo. O'Rorke inicialmente rechazó la solicitud de ayuda de Warren porque tenía órdenes de seguir a su brigada. Warren le dijo: «No te preocupes por eso, Paddy. Haz que suban rápidamente y no te detengas para alinearlos. Yo me haré cargo». O'Rorke precipitó a sus hombres a la cresta de la colina y se lanzó por su cara oeste sin pausa, haciendo retroceder a los confederados atacantes por la ladera. Durante el contraataque, O'Rorke recogió los colores de su regimiento y, subido a una roca para apremiar a sus hombres, fue alcanzado en el cuello y cayó muerto. El conde de París en su Histoire de la guerre civile en Amérique (VI, iv, 379) dice que este fue uno de los episodios más impactantes y dramáticos de la batalla. Un miembro condecorado del comando de O'Rorke, el teniente Porter Farley, en su célebre obra An Unvarnished Tale: The Public and Private Civil War Writings of Porter Farley, describió la acción de O'Rorke en Little Round Top como una de las más decisivas de toda la guerra civil, y muchos respetados historiadores militares han comentado además que el servicio, heroísmo y abnegación de O'Rorke, en un momento tan crítico de la batalla, fueron al menos iguales a los del mucho más conocido receptor de la Medalla de Honor del Congreso, Joshua Lawrence Chamberlain.

## Entierros y funerales
O'Rorke fue enterrado inicialmente por miembros del 140.º Regimiento de Nueva York cerca de Gettysburg junto al general Weed. Sin embargo, aproximadamente en lo que habría sido su primer aniversario, la viuda de O'Rorke, Clara, viajó para recuperar el cuerpo y fue devuelto en tren a Rochester.
El 15 de julio se celebró en Rochester el funeral del coronel O'Rorke, al que asistieron cientos de asistentes, tanto católicos como protestantes y de diversos grupos étnicos. Se atribuye al evento el mérito de haber traído unidad a la comunidad. Inicialmente fue enterrado en un cementerio católico en Pinnacle Hill,   pero finalmente fue enterrado en el cementerio del Santo Sepulcro, en Rochester.

## En la memoria
Después de la guerra, los veteranos del área de Rochester fundaron el O'Rorke Post 1 de la sociedad de veteranos del Gran Ejército de la República, el segundo formado para la sociedad.
En 1889, Nueva York erigió un monumento al 140.º Regimiento de Infantería en Little Round Top. El frente del monumento tiene una imagen en relieve de O'Rorke.
En 2004, un puente levadizo en Charlotte, Rochester, Nueva York, conocido como el Puente O'Rorke, fue dedicado a la memoria del Coronel O'Rorke.